# Lu Ning
Lu Ning (鲁宁S, Lǔ níngP; Jilin, 1º gennaio 1994) è un giocatore di snooker cinese.

## Carriera
Tra il 2011 e il 2014, Lu Ning prese parte solo ai tornei cinesi come wildcard. Al China Open 2012 si tolse la soddisfazione di battere il campione del mondo 2005 Shaun Murphy, con il risultato di 5-2. Lu venne poi battuto da Ali Carter al secondo turno.
Nella stagione 2018-2019 il giovane talento cinese arriva per due volte al quarto turno, conquistando anche un quarto di finale all'Indian Open e una semifinale al Gibraltar Open.

## Ranking[6]
| Stagione  | Ranking iniziale | Ranking finale |
| --------- | ---------------- | -------------- |
| 2014-2015 | Non classificato | 114            |
| 2015-2016 | 87               | 101            |
| 2018-2019 | Non classificato | 68             |
| 2019-2020 | 65               | 51             |
| 2020-2021 | 51               |                |